# Plectrocnemia maclachlani
Plectrocnemia maclachlani är en nattsländeart som beskrevs av Mosely in Mosely och Douglas E. Kimmins 1953. Plectrocnemia maclachlani ingår i släktet Plectrocnemia och familjen fångstnätnattsländor. Inga underarter finns listade i Catalogue of Life.